# Миролюбівська сільська рада (Маловисківський район)
| Миролюбівська сільська рада — колишній орган місцевого самоврядування у Маловисківському районі Кіровоградської області з адміністративним центром у с. Миролюбівка. Сільській раді підпорядковані населені пункти: - с. Миролюбівка - с. Червона Поляна |

## Склад ради
Рада складалася з 12 депутатів та голови.

### Керівний склад ради
| ПІБ                            | Основні відомості                                                                      | Дата обрання | Дата звільнення |
| ------------------------------ | -------------------------------------------------------------------------------------- | ------------ | --------------- |
| Солдатенко Петро Олександрович | Сільський голова, 1949 року народження, освіта, безпартійний                           | 26.03.2006   | 31.10.2010      |
| Сіренко Микола Анатолійович    | Сільський голова, 1954 року народження, освіта вища, член Комуністичної партії України | 31.10.2010   |                 |

Примітка: таблиця складена за даними джерела

## Населення
Згідно з переписом УРСР 1989 року чисельність наявного населення села становила 948 осіб, з яких 423 чоловіки та 525 жінок.
За переписом населення України 2001 року в селі мешкало 887 осіб.

### Мова
Розподіл населення за рідною мовою за даними перепису 2001 року:
| Мова       | Відсоток |
| ---------- | -------- |
| українська | 94,70 %  |
| російська  | 2,25 %   |
| молдовська | 1,80 %   |
| білоруська | 0,23 %   |
| інші       | 1,02 %   |